# Августин Хипонски
Аурелије Августин (лат. Aurelius Augustinus; Тагаста 13. новембар 354 — Хипон 28. август 430) био је епископ града Хипона у римској Африци и један од најзначајнијих теолога и филозофа на хришћанском западу. Његова дела су извршила велики утицај на развој римокатоличке, а потом и протестантске теологије.
Иако је у младости био манихејац, касније се као хришћански епископ борио се против манихејаца, донатиста и пелагијанаца. За светитеља је проглашен на хришћанском западу, што је потом прихваћено и на хришћанском истоку, али уз извесне ограде које се односе на поједине Августинове теолошке ставове који су се показали као спорни са становишта хришћанског правоверја.

## Биографија
Аурелије Августин је рођен 13. новембра 354. године у Тагасти у Нумидији (данашњи Алжир), од оца паганина и мајке хришћанке (Света Моника). Августин је студирао реторику у Картагини. У младости, око своје 23. године, се одушевљава учењем Манија, који је настојао да учења Заратуштре, Буде и Исуса укључи у јединствен филозофски систем, те наредних десет година проводи као манихејац. По завршетку студија, једно време је био предавач граматике и реторике у Риму и Милану. Поред манихејства, такође је изучавао скептицизам и неоплатонизам.
У 33. години живота, пошто је, по сопственим речима, провео живот као »грешник, незнабожац и развратник«, прелази у хришћанство, добрим делом под утицајем своје мајке Монике. Након многих лутања, враћа се у родну Африку, где 391. постаје свештеник. Године 395. бива наименован за помоћника епископа Валерија, а годину дана касније, 396. године, постаје епископ града Хипона у северној Африци. На том месту остаје наредних тридесет пет година борећи се за јединство цркве. Као хришћански епископ борио се са три главне јереси: манихејаца, донатиста и пелагијанаца. Насупрот манихејаца који су веровали да постоје добра и зла сила, Августин је тврдио да је универзум у целини добар, а да је зло само помањкање или одсуство добра. Насупрот донатистима који нису признавали свете тајне почињене од свештеника традитора, који су предавали свете списе властима током прогона, Августин је излагао учење о јединству Цркве и делотворности светих тајни. Насупрот пелагијанаца, који су сматрали да човек сопственим напорима може постићи спасење, Августин износи учење о првобитном греху као наследној моралној болести од које сви болујемо, а коју може излечити једино милост Божја, дар који се пре прима него заслужује.
Преминуо је у седамдесет шестој години живота у Хипону. Године 1303. папа Бонифације VIII га је прогласио свецем. Слави се 28. јуна по грегоријанском календару.

## Учење
Августинова филозофија се развијала под утицајем Платона и новоплатонизма. Он је сматрао да је хришћанска теологија већ била донекле предочена у неоплатонизму; хришћанство је само додало веровање у инкарнацију и спасење. Августинова филозофија је увек била у служби његове теологије, али је упркос томе садржавала истанчане метафизичке расправе, нарочито о времену, злу, слободној вољи, као и о етици.

### Зло
Иако је предобри и свемогући Бог узрок и сврха свега, од њега потиче само добро, а не и зло. Јер зло није биће, него недостатак које неко биће не би смело имати. Зло је само недостатак добра. Зло претпоставља добро без којег не би могло бити, као што не може бити недостатно оно што уопште не постоји. Што се тиче моралног зла, односно греха, оно је резултат слободне воље.

### Сумња
Темељ Августинове филозофије је принцип унутрашње самоизвесности, који је управо он први јасно изрекао и поставио као полазиште филозофије. Он излаз из сумње налази у изразу: „сумњам, дакле јесам“, која му пружа самоизвесност. Тиме утврђује примарну истину, наиме да неко не може сумњати да постоји самим тим што сумња (тј. мисли).
| „ | За мене је најсигурније од свега да постојим. Чак и ако тврдиш да не постојим и кажеш да се варам, управо тиме признајеш да постојим; јер не могу се варати ако ме нема. | ” |

### Слобода воље
Човек има слободну вољу коју му је дао Бог да би могао добро чинити и поштено живети. Све што човек чини произлази из његове воље која је апсолутно слободна. Она је независна од разума, па чак и надређена разуму. Вредност вољних аката зависи, пре свега, од њихове управљености према Богу. Њом се човек опредељује у питањима вере и прихвата истину објаве. Иако Бог унапред зна за будуће догађаје (види предодређење), човек је одговоран за своје делање јер га чини слободном вољом. Учење о предестинацији, тј. о спасењу које не зависи од људске слободне воље него од божје милости, развио је свети Августин у расправи са Пелагијем, као консеквенцу свога учења о источном греху. Касније је у католичкој цркви ово учење одбачено, односно потиснуо га је римски семи-пелагијанизам.

### Филозофија историје
Августин поставља проблем филозофије историје у делу О држави Божијој (De civitate Dei), где се пита о смислу повесног догађања. Он је, у неку руку, зачетник филозофије историје, јер је читаву историју схватио као целину - па све појединачно добија у њој смисао тек по тој целини. Историја је непрестана борба добра и зла, а њен је прави циљ остварење божје државе.
Он све људе дели на оне које живе по Богу и оне које живе по људима. Љубав према Богу доведена до презира себе, ствара небеску државу која је предодређена да вечно влада у заједници с Богом, а љубав према себи доведена до презира Бога ствара земаљску државу која је предодређена да вечно трпи казну с ђаволом.
Августин историју дели на 6 раздобља:
1. од Адама и Еве до потопа,
2. од Ноја до Аврама,
3. од Аврама до Давида,
4. од Давида до Вавилонског царства,
5. од Вавилонског царства до Христа,
6. од Христа до апокалипсе.

У сваком од ових периода водила се борба између добра и зла, с тим што је синоним зла ђавоља или земаљска држава, а синоним добра је божија држава. Августин објашњава пад Римског царства (476. године). Пошто је Рим у време своје пропасти био ђавоља држава, његовом пропашћу је победило добро.
Коначном победом небеске државе биће достигнут циљ историје. У остварењу тог циља Црква има водећу улогу.

## Питање правоверности
Поједини теолошки ставови из Августинових дела препознати су као спорни већ током раног средњег века. Његово уверење да Свети дух исходи не само од Оца, већ и од Сина, извршило је значајан утицај на потоњи развој западне пнеуматологије, која је учење о двоструком исхођењу Светог духа озваничила путем уметања израза Филиокве у Симбол вере. Суочен са позивањем филиоквиста на Августинове ставове, цариградски патријарх Фотије је покренуо питање о аутентичности појединих одломака из Августинових дела. Због тих и других спорних питања, Православна црква током читавог средњег века није признавала Августина за светитеља, а промовисање Августинових учења на хришћанском истоку је вршено првенствено од стране присталица унијаћења. До преокрета је дошло тек крајем 18. и почетком 19. века, када је познати грчки богослов Никодим Агиорит по први пут уврстио Августина међу светитеље које признаје и Православна црква (под 15. јуном по јулијанском календару), што је потом прихваћено од стране грчке, а затим и руске јерархије. Прва светитељска житија и службе посвећене Августину у православном свету настала су тек накнадно, током 19. и 20. века.
Такав начин увођења Августина међу православне светитеље изазвао је недоумице и расправе међу православним теолозима, од којих су неки указивали на неправоверност појединих Августинових учења. Осврнувши се на овај проблем, један од најистакнутијих савремених грчких православних теолога Христо Јанарас је напоменуо да Августинова неправоверна учења представљају "извор сваке изопачености и отуђења у црквеној истини Запада".

## Дела
Августин је написао мноштво књига. Најпозната дела су му:
- Против академика (Contra Academicos)
- De beata vita
- De ordine
- Soliloquia (386);
- De quantitate animae (387—88);
- De genesi contra Manichaeos (388/38O);
- Исповести (Confessiones; око 400), у којима описује лутања бурно проживљене младости, као и зрела унутрашња искуства, размишљања и осећања
- О држави божијој, а против пагана (De civitate Dei contra paganos; од 412. до 426), у којој говори о напретку историје ка остварењу Божје државе. Непосредан повод за писање овог дела је било Алариково освајање Рима 410. године.
- Retractiones (oko 430).

### Опште
- "Complete Works of Saint Augustine (in English)" from Augustinus.it
- „"Complete Works of Saint Augustine (in French)"”. Архивирано из оригинала 16. 03. 2018. г. Приступљено 07. 04. 2020. from Abbey Saint Benoît de Port-Valais
- "Complete Works of Saint Augustine (in Spanish)" from Mercaba, Catholic leaders' website
- "Works by Saint Augustine" from CCEL.org
- Mendelson, Michael. „Saint Augustine”.  Ур.: Zalta, Edward N. Stanford Encyclopedia of Philosophy.
- „Augustine”. Internet Encyclopedia of Philosophy.
- „Augustine's Political and Social Philosophy”. Internet Encyclopedia of Philosophy.
- "St. Augustine, Bishop and Confessor, Doctor of the Church", Butler's Lives of the Saints
- Augustine of Hippo edited by James J. O'Donnell – texts, translations, introductions, commentaries, etc.
- Augustine's Theory of Knowledge
- "Saint Augustine of Hippo" at the Christian Iconography website
- "The Life of St. Austin, or Augustine, Doctor" from the Caxton translation of the Golden Legend
- David Lindsay: Saint Augustine – Doctor Gratiae
- „St. Augustine – A Male Chauvinist?”. Архивирано из оригинала 09. 04. 2012. г. Приступљено 26. 08. 2018. „Fr. Edmund Hill, OP”. Архивирано из оригинала 10. 06. 2019. г. Приступљено 17. 03. 2018., Fr. Edmund Hill, OP. Talk given to the Robert Hugh Benson Graduate Society at Fisher House, Cambridge, on 22 November 1994.
- „St. Augustine Timeline – Church History Timelines”. Архивирано из оригинала 07. 03. 2016. г. Приступљено 17. 03. 2018.
- Giovanni Domenico Giulio. Nachtgedanken des heiligen Augustinus.. Trier 1843

### Радови Августина
- Aurelius Augustine на сајту Пројекат Гутенберг (језик: енглески)
- Saint Augustine на сајту Пројекат Гутенберг (језик: енглески)
- Saint Augustine на сајту Internet Archive (језик: енглески)
- Августин Хипонски на сајту LibriVox (језик: енглески)
- St. Augustine at the Christian Classics Ethereal Library
- Augustine against Secundinus in English.
- Aurelius Augustinus at "IntraText Digital Library" – texts in several languages, with concordance and frequency list
- Augustinus.it – Latin, Spanish and Italian texts
- Sanctus Augustinus at Documenta Catholica Omnia – Latin
- „City of God, Confessions, Enchiridion, Doctrine”. Архивирано из оригинала 09. 03. 2021. г. Приступљено 17. 03. 2018. audio books
- Digitized manuscript created in France between 1275 and 1325 with extract of Augustine of Hippo works at SOMNI
- Expositio Psalmorum beati Augustini – digitized codex created between 1150 and 1175, also known as "Enarrationes in Psalmos. 1–83", at SOMNI
- Aurelii Agustini Hipponae episcopi super loannem librum – digitized codex created in 1481; his sermons about John's Gospel at SOMNI
- Sententiae ex omnibus operibus Divi Augustini decerptae – digitized codex created in 1539; at Library of the Hungarian Academy of Sciences
- Lewis E 213 Rule of Saint Augustine; Sermon on Matthew 25:6 at OPenn
- Lewis E 21 De sermone domini in monte habito (On the sermon on the mount) and other treatises; De superbia (On pride) and other treatises; Expositio dominice orationis (Exposition on the lord's prayer) at OPenn

### Биографија и критике
- Blessed Augustine of Hippo: His Place in the Orthodox Church
- Tabula in librum Sancti Augustini De civitate Dei by Robert Kilwardby, digitized manuscript of 1464 at SOMNI